# Punk goes 90's
Punk Goes 90's és una part de la sèrie de recopilacions de Punk goes... creada pels Fearless Records en la qual alguns artistes fan versions de cançons populars dels anys 90. La portada del disc fa referència al disc Nevermind, de Nirvana, en què va sortir-hi originalment la cançó In Bloom.

## Llista de cançons
| #   | Títol                  | Intèrpret                                                              | Intèrpret original    | Durada |
| --- | ---------------------- | ---------------------------------------------------------------------- | --------------------- | ------ |
| 1.  | "March of the Pigs"    | Mae                                                                    | Nine Inch Nails       | 2:45   |
| 2.  | "Song 2"               | Plain White T's                                                        | Blur                  | 2:07   |
| 3.  | "Under the Bridge"     | Gym Class Heroes                                                       | Red Hot Chili Peppers | 3:25   |
| 4.  | "Black Hole Sun"       | Copeland                                                               | Soundgarden           | 4:31   |
| 5.  | "Hey Jealousy"         | Hit the Lights                                                         | Gin Blossoms          | 2:58   |
| 6.  | "All I Want"           | Emery                                                                  | Toad the Wet Sprocket | 3:49   |
| 7.  | "Losing My Religion"   | Scary Kids Scaring Kids                                                | R.E.M.                | 3:57   |
| 8.  | "Wonderwall"           | Cartell                                                                | Oasis                 | 4:53   |
| 9.  | "You Oughta Know"      | The Killing Moon                                                       | Alanis Morissette     | 3:41   |
| 10. | "Stars"                | Bleeding Through                                                       | Hum                   | 5:21   |
| 11. | "Enjoy the Silence"    | Anberlin                                                               | Depeche Mode          | 3:32   |
| 12. | "The Beautiful People" | Eighteen Visions                                                       | Marilyn Manson        | 3:35   |
| 13. | "Big Time Sensuality"  | The Starting Line                                                      | Björk                 | 3:12   |
| 14. | "In Bloom"             | Sota They Say                                                          | Nirvana               | 3:48   |
| 15. | "Jumper"               | BEDlight for BlueEYES (featuring Sebastian Davin of Dropping Daylight) | Third Eye Blind       | 4:04   |